# جوناثان وليامز
جوناثان وليامز (25 فبراير 1995 في الولايات المتحدة - ) (بالإنجليزية: Jonathan Williams)‏ هو لاعب كرة سلة أمريكي في مركز هجوم خلفي.

## وصلات خارجية
- جوناثان وليامز على موقع كرة السلة الأوروبية.كوم (الإنجليزية)
- جوناثان وليامز على موقع كلية كرة السلة في سبورتس رفرنس.كوم (الإنجليزية)
- جوناثان وليامز على موقع ريلجم (الإنجليزية)
- جوناثان وليامز على موقع بروبوليرز (الإنجليزية)